# غاري مورغان (منافس ألعاب قوى)
غاري مورغان (بالإنجليزية: Gary Morgan)‏ هو منافس ألعاب قوى أمريكي، ولد في 7 يناير 1960 في كلاركستون في الولايات المتحدة.

## وصلات خارجية
- غاري مورغان على موقع الاتحاد الدولي لألعاب القوى (الإنجليزية)
- غاري مورغان على موقع اللجنة الأولمبية الدولية (الإنجليزية)
- غاري مورغان على موقع أوليمبيديا (الإنجليزية)